# Nothoprocta taczanowskii
Nothoprocta taczanowskii е вид птица от семейство Тинамуви (Tinamidae). Видът е световно застрашен, със статут Уязвим.

## Разпространение
Видът е разпространен в Боливия и Перу.